# Hyundai Genesis

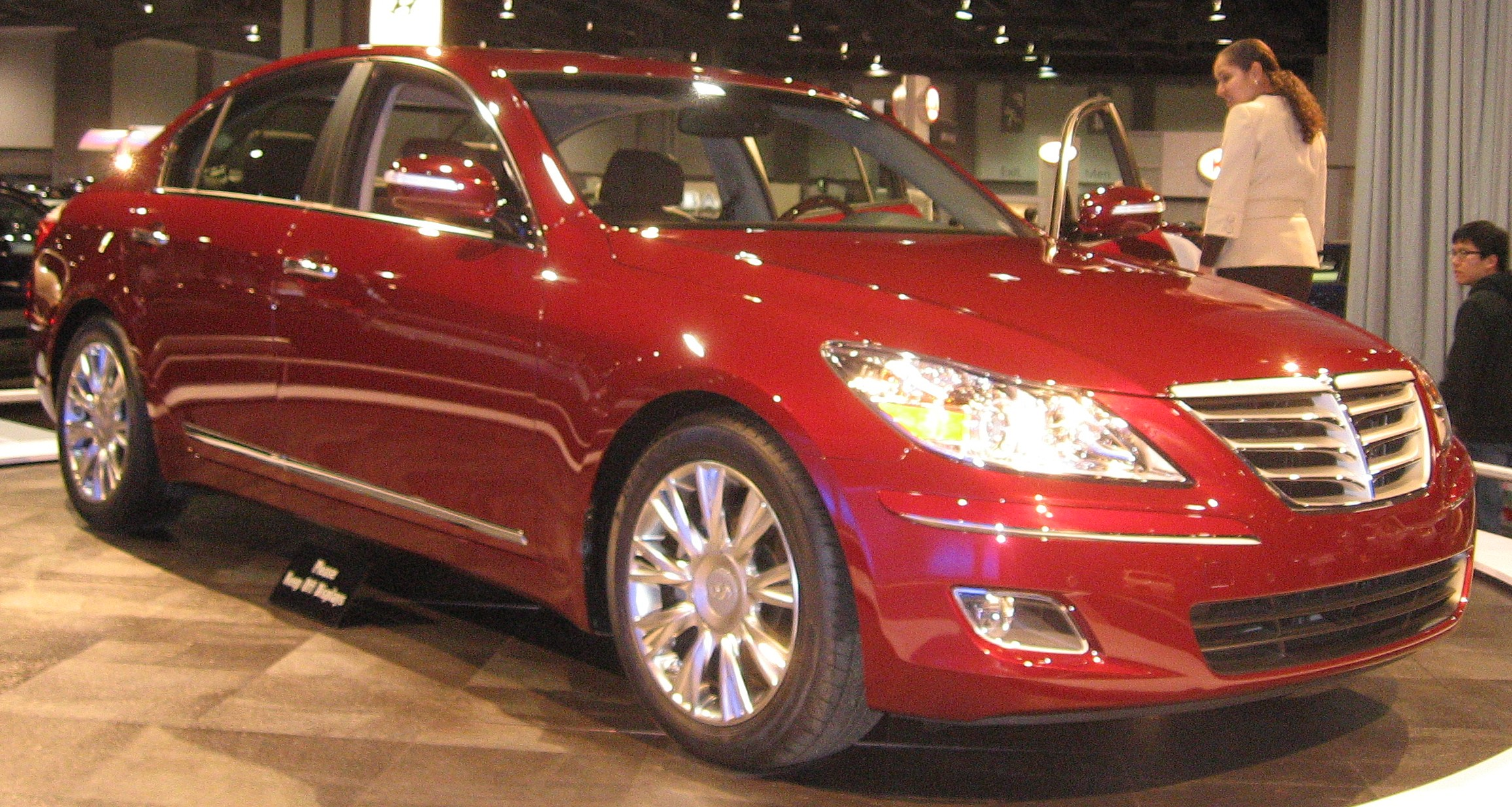
Hyundai Genesis, årsmodell 2009.

Hyundai Genesis är en lyxbil byggd av koreanska Hyundai Motor Company.